# Phaisurellops rugifrons
Phaisurellops rugifrons là một loài tò vò trong họ Ichneumonidae.